# Koalicja na rzecz poprawy oceny badań
Jeżeli edytujesz kod źródłowy, to aby uzyskać taki efekt: teoria, elektronem, Witolda Gombrowicza – twórz linki według składni: [[teoria]], [[elektron]]em, [[Witold Gombrowicz|Witolda Gombrowicza]].

Koalicja na rzecz poprawy oceny badań (Coalition for Advancing Research Assessment - CoARA) to porozumienie organizacji finansujących badania naukowe, prowadzących badania naukowe, krajowych/regionalnych organów i agencji oceniających, a także stowarzyszeń powyższych organizacji, towarzystw naukowych i innych odpowiednich organizacji na rzecz współpracy nad systemową reformą na rzecz ulepszenia praktyki oceny badań naukowych. Do koalicji przystąpiła Komisja Europejska, a także organizacja Science Europe oraz wiele uniwersytetów i instytucji z Polski.

## Historia
Prace nad porozumieniem w sprawie reformy oceny badań rozpoczęto w styczniu 2022 r. Zaangażowało się w nie ponad 350 organizacji z ponad 40 krajów. Zaangażowane organizacje obejmowały publiczne i prywatne podmioty finansujące badania, uniwersytety, ośrodki badawcze, instytuty i infrastrukturę, ich stowarzyszenia i sojusze, władze krajowe i regionalne, agencje akredytacyjne i oceniające, towarzystwa naukowe i stowarzyszenia badaczy oraz inne odpowiednie organizacje reprezentujące szeroką gamę różnorodnych środowisk. poglądy i perspektywy. Instytucje te przekazały swoje uwagi na temat projektu umowy przygotowanej przez zespół złożony z przedstawicieli Europejskiego Stowarzyszenia Uniwersytetów (European University Association - EUA), Science Europe, Komisji Europejskiej oraz dr Karen Stroobants, działającej jako indywidualna konsultantka posiadająca wiedzę specjalistyczną. Podstawowa grupa 20 organizacji badawczych, reprezentujących różne społeczności badawcze w całej Europie, również wniosła wkład w proces sporządzania projektu, natomiast w sprawie porozumienia przeprowadzono konsultacje z państwami członkowskimi UE i krajami stowarzyszonymi w ramach Forum ERA i Komitetu Europejskiej Przestrzeni Badawczej (ERAC).

## Zobowiązania koalicji[6]
1. Uznawanie różnorodność wkładu i karier w badaniach naukowych, zgodnie z potrzebami i charakterem badań.
2. Oparcie oceny badań przede wszystkim na ocenie jakościowej, dla której centralne miejsce zajmuje recenzja, wspartej odpowiedzialnym wykorzystaniem wskaźników ilościowych.
3. Odrzucenie niewłaściwego wykorzystania w ocenie badawczej wskaźników opartych na czasopismach i publikacjach, w szczególności najniewłaściwsze wykorzystanie współczynnika wpływu czasopisma (JIF) i indeksu H.
4. Unikanie wykorzystywania rankingów organizacji badawczych w ocenie badań.
5. Kierowanie zasobów na rzecz reformowania oceny badań naukowych, jeśli jest to konieczne do osiągnięcia zamierzonych zmian organizacyjnych.
6. Przegląd i opracowywanie kryteriów, narzędzi i procesów oceny badań.
7. Podnoszenie świadomości na temat reformy oceny badań naukowych i zapewnianie przejrzystej komunikacji, wytycznych i szkolenia na temat kryteriów i procesów oceny, a także ich wykorzystania.
8. Zmiana praktyk i doświadczeń, aby umożliwić wzajemne uczenie się w ramach Koalicji i poza nią.
9. Informowanie o postępie w przestrzeganiu Zasad i wdrażaniu Zobowiązań.
10. Ocena praktyki, kryteriów i narzędzi opartych na solidnych dowodach i najnowszych badaniach naukowych oraz udostępnianie danych w otwarty sposób na potrzeby gromadzenia dowodów i badań.

## Zasady przewodnie
Członkowie Koalicji podpisują się pod następującymi zasadami, które leżą u podstaw i kierują postępowaniem i ewolucją inicjatywy:

### Otwartość
Członkostwo jest otwarte dla kwalifikujących się organizacji z całego świata, które podpisały Porozumienie w sprawie reformy oceny badań naukowych, a tym samym zgodziły się na reformę na podstawie wspólnych zasad i zobowiązania w uzgodnionych ramach czasowych. Organizacje członkowskie mogą wystąpić z CoARA. Wyniki prac CoARA są publicznie rozpowszechniane. Otwartość jest również oczekiwana w ramach CoARA jako sposób na owocne dyskusje i tworzenie wartościowych wyników.

### Odpowiedzialność
CoARA składa się z organizacji członkowskich. Podejmowanie decyzji opiera się na Walnym Zgromadzeniu organizacji członkowskich, a także na strukturach takich jak Rada Sterująca, przy wsparciu Sekretariatu. Zgromadzenie Ogólne decyduje o szczegółowej organizacji Koalicji oraz zasadach i procedurach jej działania. Walne Zgromadzenie zatwierdza również roczny plan pracy i budżet CoARA przygotowany przez Sekretariat Koalicji i zweryfikowany przez Radę Sterującą.

### Współpraca i wzajemne wsparcie
Podczas gdy poza Koalicją organizacje członkowskie wykonają bardzo znaczącą pracę w celu realizacji swoich zobowiązań, Koalicja oferuje przestrzeń do wzajemnego uczenia się i współpracy między organizacjami członkowskimi oraz wspierające środowisko. CoARA dąży do współpracy, komplementarności i synergii z innymi istniejącymi inicjatywami i organizacjami, stosownie do potrzeb. Mechanizmy okresowych interakcji i zaangażowania władz międzynarodowych, krajowych i regionalnych mają na celu zapewnienie, że polityka i ramy sprzyjają pracy CoARA.

### Inspiracja
Oczekuje się, że wymiana informacji i współpraca zainspirują organizacje członkowskie Koalicji w ich reformach, a także organizacje spoza Koalicji i szerszą społeczność naukową.

### Zaangażowanie i autonomia
CoARA wspiera i ułatwia wdrażanie zobowiązań przez organizacje członkowskie, przy jednoczesnym poszanowaniu ich autonomii.

### Dobrowolność i zaangażowanie społeczne
CoARA jest publiczną, kierowaną przez społeczność koalicją złożoną z organizacji członkowskich chętnych do współpracy. Jako jeden ze środków wspierających wdrażanie, tworzone są grupy robocze, które działają jako "społeczności praktyków" w określonych tematach. Grupy Robocze są proponowane z inicjatywy organizacji członkowskich, a udział innych organizacji członkowskich jest dobrowolny. W niektórych ograniczonych przypadkach grupy robocze mogą być proponowane przez Radę Sterującą. CoARA może również wykorzystywać inne środki, takie jak warsztaty, seminaria internetowe, (coroczne) konferencje, seminaria, szkolenia itp.

### Dialog
Koalicja dąży do stworzenia szerokiego dialogu w środowiskach badawczych i akademickich oraz poza nimi, a także do zaangażowania przedstawicieli środowiska naukowego w swoje działania i organy, w tym przedstawicieli początkujących naukowców.

### Inkluzywność
CoARA ma zasięg globalny i dąży do promowania szerokiej, zrównoważonej i inkluzywnej reprezentacji swoich członków i społeczności zainteresowanych stron. Koalicja zrzesza organizacje badawcze na różnych poziomach zaawansowania w reformach oceny badań naukowych i dąży do postępu zgodnie z najlepszymi praktykami. Oczekuje się również inkluzywności w organach CoARA w odniesieniu do płci, pochodzenia etnicznego, wieku, pochodzenia dyscyplinarnego itp.

### Zaufanie
Komunikowanie postępów poczynionych przez każdą organizację członkowską w kierunku realizacji zobowiązań określonych w Porozumieniu w sprawie reformy oceny badań naukowych opiera się przede wszystkim na samoocenie udostępnianej publicznie. Takie podejście oparte na zaufaniu ułatwia wymianę informacji i współpracę, w tym wspólne eksperymentowanie i dzielenie się narzędziami w stosownych przypadkach.

### Finansowanie
Wsparcie dla działalności CoARA składa się przede wszystkim z dobrowolnych wkładów rzeczowych od organizacji członkowskich, a także funduszy uzyskanych od organizacji finansujących badania i/lub wkładów pieniężnych od członków.

### Non-profit
CoARA nie promuje, nie promuje ani nie sprzedaje komercyjnych produktów, technologii lub usług, ale zamiast tego opracowuje otwarte i nadające się do ponownego wykorzystania wyniki.

## Polskie instytucje w CoARA
W porozumieniu CoARA działa Polska Kapituła Narodowa (NC-PL) pod patronatem Konferencji Rektorów Akademickich Szkół Polskich i Polskiej Akademii Nauk. Inicjatywa zrzesza obecnie 37 sygnatariuszy CoARA i ma na celu aktywne angażowanie badaczy – od doktorantów po renomowanych liderów i mecenasów nauki – w dyskusję na kluczowe tematy dotyczące oceny badań naukowych. Główną misją Polskiej Kapituły Narodowej jest ocena spójności rozwiązań uzgodnionych w ramach CoARA z obecnie obowiązującymi regulacjami krajowymi oraz zaproponowanie niezbędnych zmian na poziomie krajowym, które umożliwiłyby wdrożenie poszczególnych elementów reformy. Nacisk zostanie położony na zakres i wykonalność recenzji naukowych w ocenie naukowców i instytucji prowadzących badania, a także na tym, w jaki sposób można wykorzystać reformę do inicjowania zmian w ramach prawnych i kulturze badawczej w kierunku promowania najnowocześniejszych badań prowadzonych w perspektywie długoterminowej. Ostatecznym celem długoterminowym jest opracowanie sprawiedliwych kryteriów tworzenia przewidywalnych ścieżek kariery w celu wspierania najbardziej utalentowanych badaczy. Polska Kapituła Narodowa przygotuje rekomendacje dla decydentów, mające na celu poprawę warunków zatrudnienia młodych pracowników nauki w celu zmniejszenia niepewności oraz zwiększenie stabilności uznanych badaczy, aby ułatwić budowanie wysoko wyszkolonych zespołów.